# Мескалин
Мескалин (3,4,5-триметоксифенилетиламин) је халуциногени алкалоид који се налази у кактусу пејотлу (у осушеном кактусу га има 4-7%). 
Изолован је из пејотла 1896, а прва синтеза мескалина је изведена 1919.
На илегалном тржишту у САД већином се јавља синтетички мескалин, који нема опор укус пејотла, а узима се у дози од 0,2 до 0,6 грама. Често се појављује и помешан са ПЦП-ом. 
Међу првима исцрпна истраживања о учинцима мескалина је на Универзитету у Чикагу изводио Хајнрих Кливер 1926. Установио је да је после узимања мескалина немогуће гледати у бели зид, а да се на њему не виде бљештаве и сјајне форме.
На основу својих искустава приликом узимања мескалина, чувени енглески писац Олдус Хаксли је 1954. године написао књигу "Врата перцепције". 

## Особине
| Особина                  | Вредност |
| ------------------------ | -------- |
| Број акцептора водоника  | 4        |
| Број донора водоника     | 1        |
| Број ротационих веза     | 5        |
| Партициони коефицијент ( | 1,2      |
| Растворљивост (logS, log(mol/L))        | -2,3     |
| Поларна површина (PSA, Å2)  | 53,7     |